# ريتشارد أدريان ساليناس
ريتشارد أدريان ساليناس (بالإسبانية: Richard Salinas) (6 فبراير 1988 بأسونسيون في باراغواي - ) هو مدرب كرة قدم ولاعب كرة قدم باراغواياني في مركز الدفاع. شارك مع منتخب الباراغواي تحت 20 سنة لكرة القدم ومنتخب باراغواي لكرة القدم. أما مع النوادي، فقد لعب مع أوليمبيا أسونسيون ونادي سبورت ريسيفه ونادي كاشياس دو سول ونادي 12 أكتوبر لكرة القدم ونادي 3 فبراير ونادي فولتا ريدوندا وIndependiente F.B.C. ‏.

## وصلات خارجية
- ريتشارد أدريان ساليناس على موقع قاعدة بيانات كرة القدم.إي يو (الإنجليزية)
- ريتشارد أدريان ساليناس على موقع ناشيونال فوتبول تيمز (الإنجليزية)
- ريتشارد أدريان ساليناس على موقع Soccerway.com (الإنجليزية)